# Нарач (езеро)
Вижте пояснителната страница за други значения на Нарач.
Нарач (на беларуски: Нарач; на полски: Narocz; на литовски: Narutis; на руски: Нарочь) е езеро в Минска област, Северозападен Беларус.
Езерото се намира в басейна на река Вилия.
Нарач е най-голямото езеро в страната (до 1939 г. е най-голямото в Полша).
Езерото е важна туристическа дестинация.